# Papillon glauque
Espèce
Le Machaon tigré ou Papillon glauque (Papilio glaucus) est une espèce d'insectes lépidoptères (papillons) qui appartient à la famille des Papilionidae, à la sous-famille des Papilioninae et au genre Papilio.
Cette espèce diurne a été le premier papillon américain ayant fait l'objet d'une illustration. Le dessin a été réalisé par John White en 1587 et est actuellement conservé au British Museum.

## Dénomination
Il a été nommé Papilio glaucus par Carl von Linné en 1758.

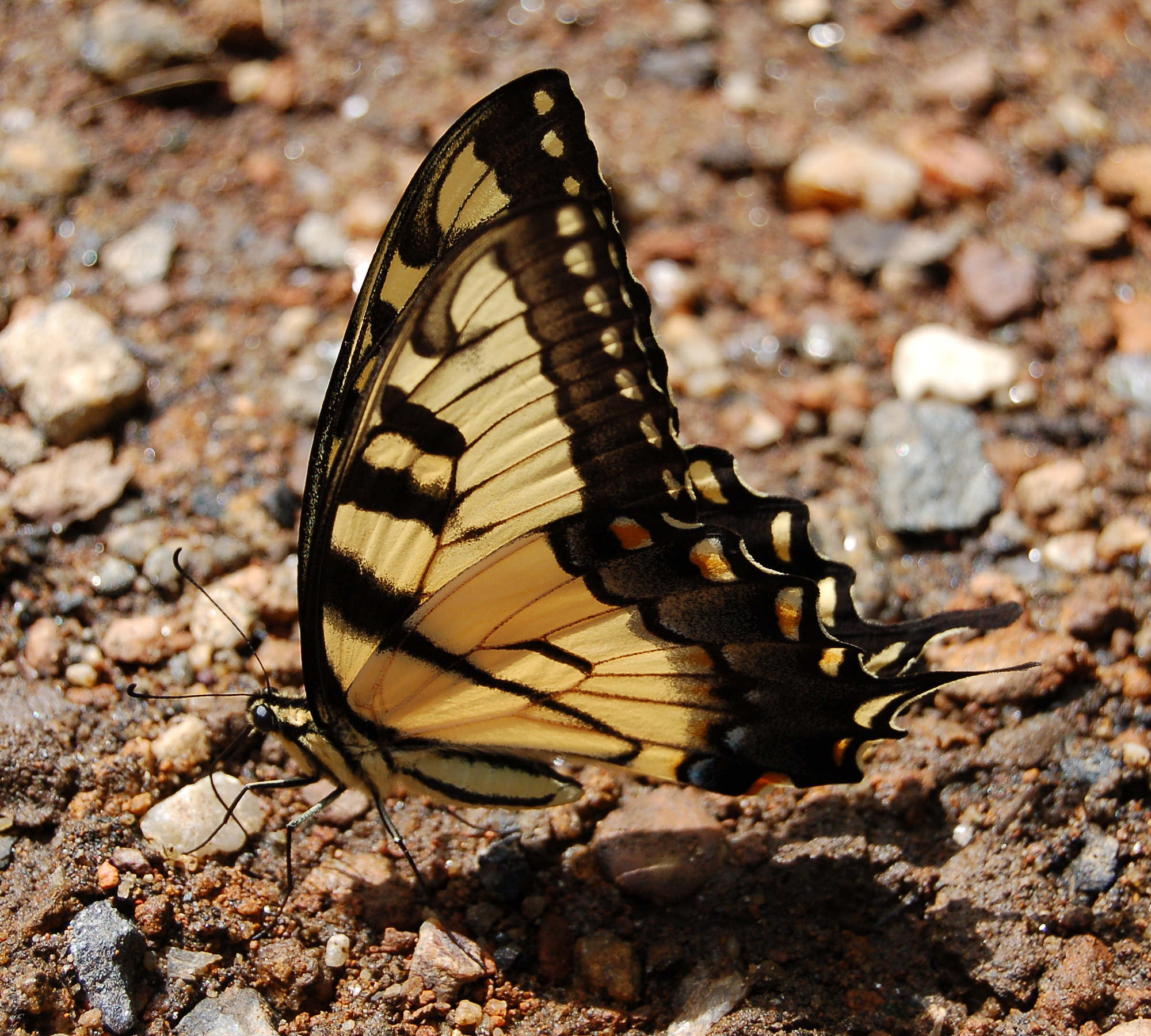
Revers.

### Noms vernaculaires
Le Papillon glauque se nomme Tiger Swallowtail en anglais.

#### Sous-espèces
- Papilio glaucus glaucus.
- Papilio glaucus alexiares Hopffer, 1865 ; présent au Mexique.
- Papilio glaucus garcia Rothschild & Jordan, 1906 ; présent au Mexique[2].

Papilio glaucus canadensis est maintenant considéré comme une espèce distincte Papilio canadensis.

## Description

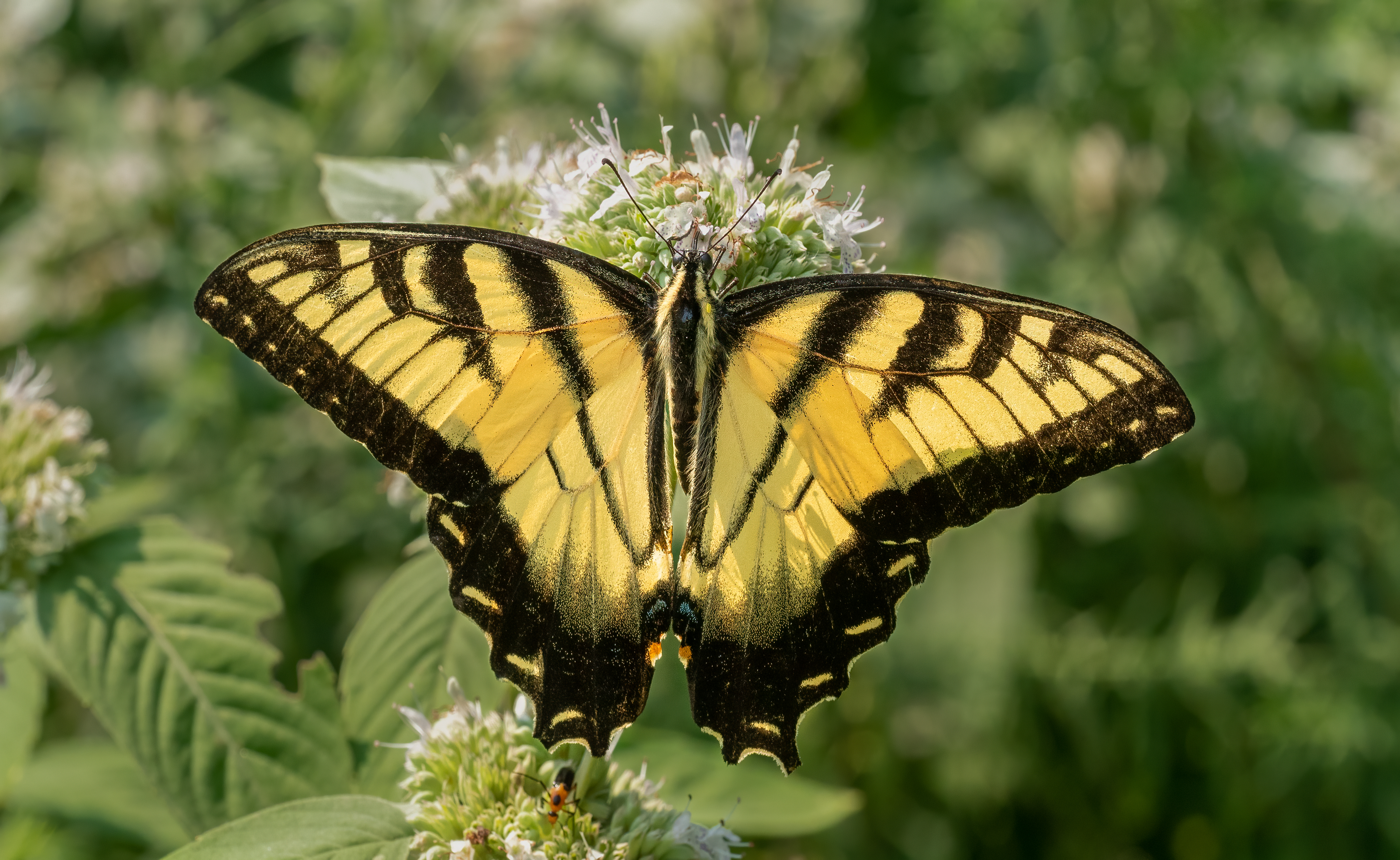
Papillon glauque mâle dans le jardin botanique de Brooklyn. Il a perdu ses "queues". Juillet 2021.

Papilio glaucus est un grand papillon d'une envergure pouvant atteindre 150 mm. Le mâle est, sur le dessus, de couleur jaune très clair rayé de noir, bordé d'une bande noire très étroite aux postérieures. La femelle est soit semblable au mâle, soit de couleur noire avec une large bande submarginale de taches bleues.
Durant les trois premiers stades larvaires, la chenille est brune et ressemble à une fiente d'oiseau. Ce mimétisme la protège contre d'éventuels prédateurs. À partir du quatrième stade larvaire, la larve devient verte avec deux taches jaunes qui ressemble à des yeux. Juste derrière ceux-ci, on retrouve une ligne transversale jaune. La larve mature pratique la contre-illumination, une forme de camouflage qui se traduit par une pigmentation plus sombre sur la face dorsale que sur la face ventrale.
Comme toutes les chenilles de la famille des Papilionidae, les larves possèdent un organe glandulaire nommé osmeterium. Celui-ci est situé sur le dos, juste derrière la tête. Cet organe est rétractable et ressemble à deux petites cornes orangées. Il dégage une odeur nauséabonde et sert à dissuader les prédateurs.

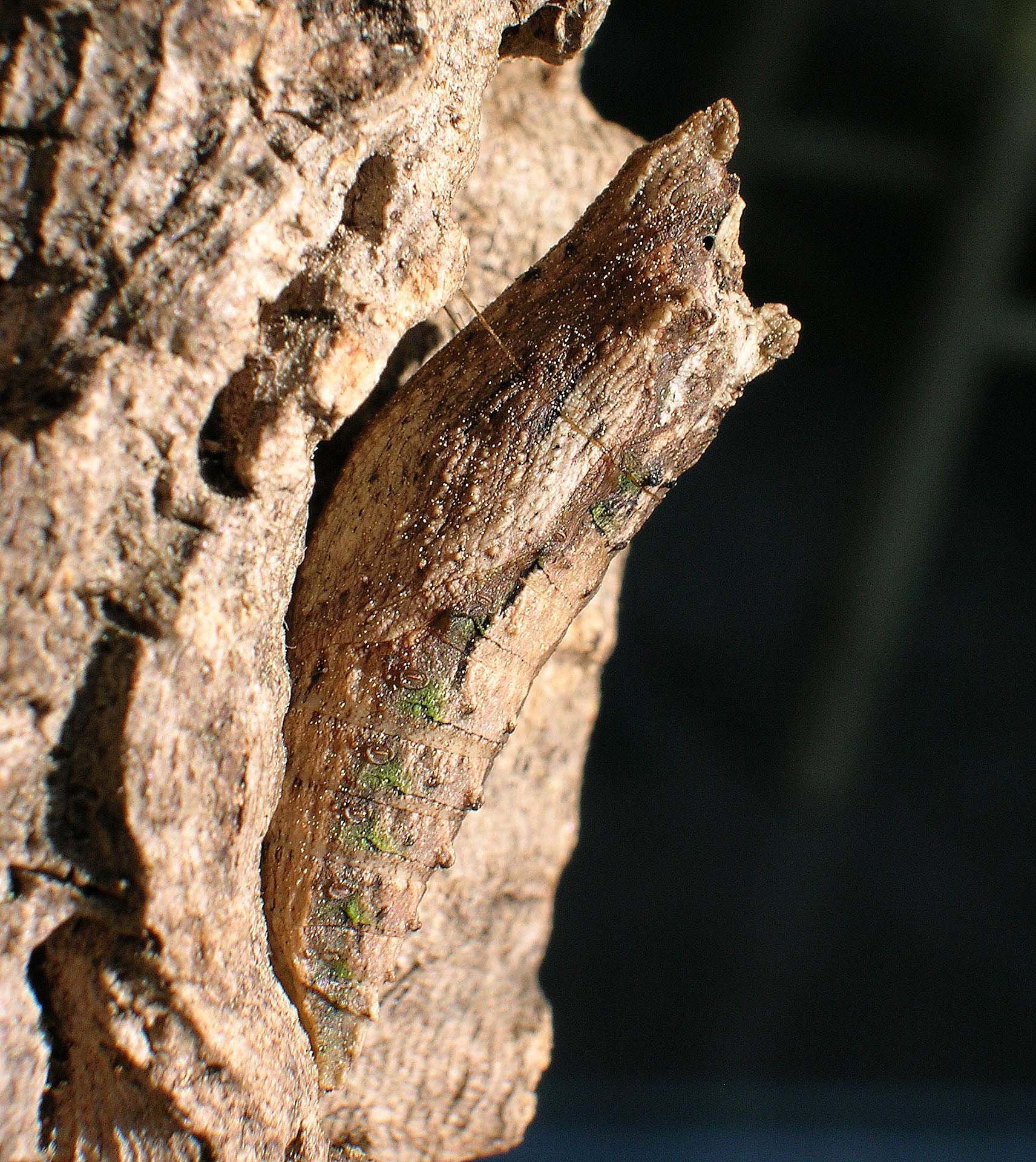
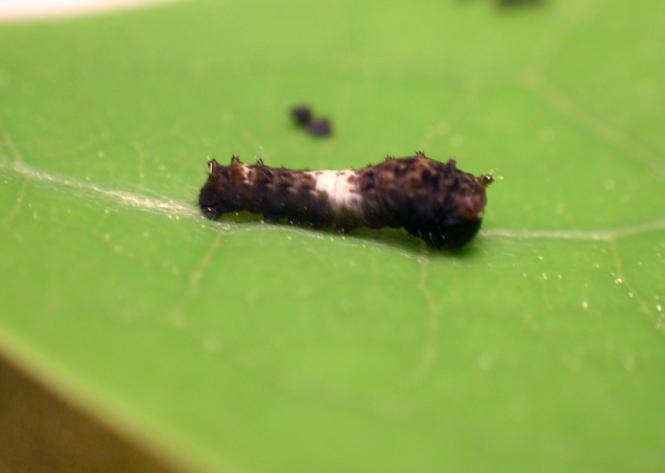
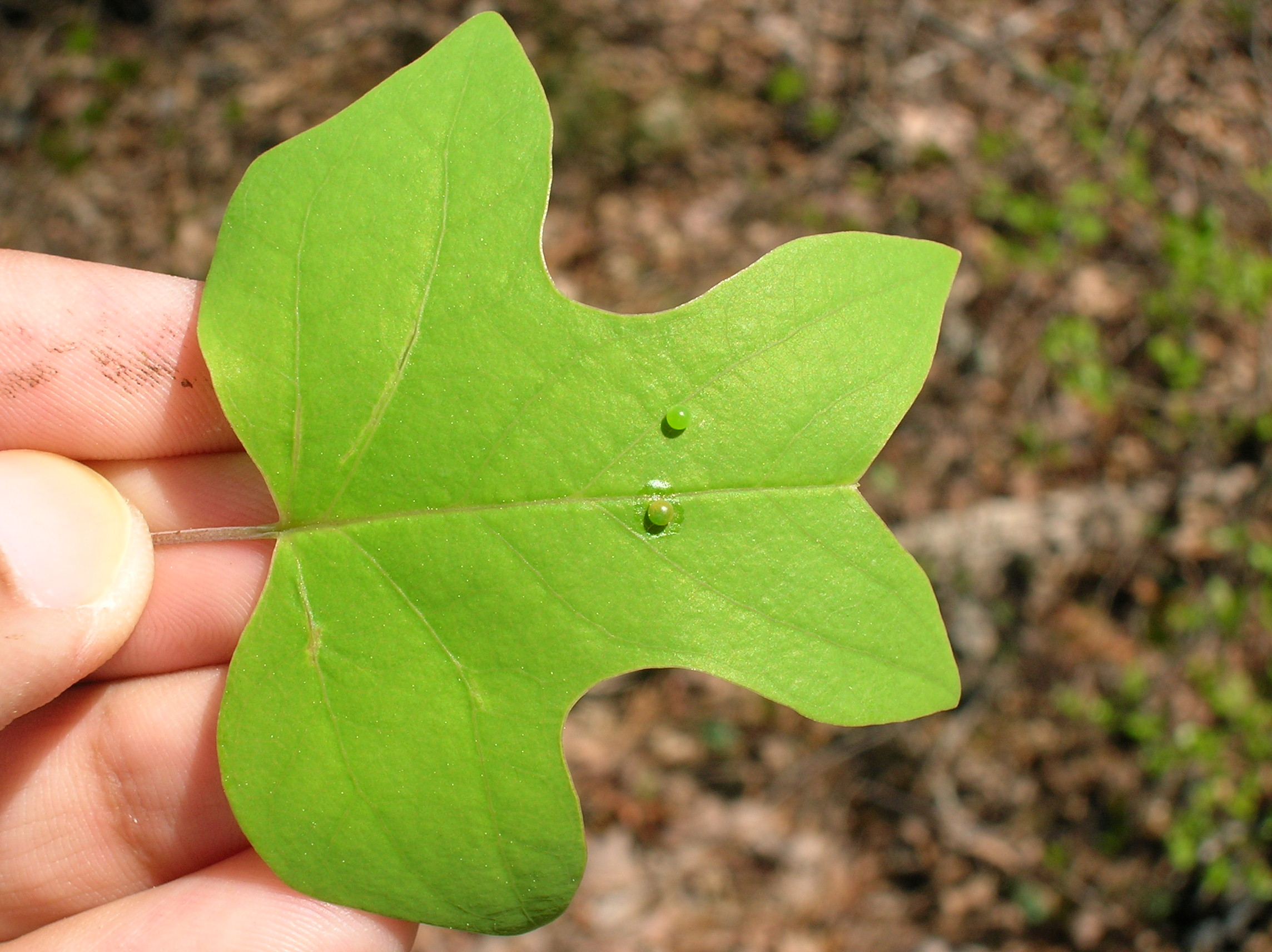
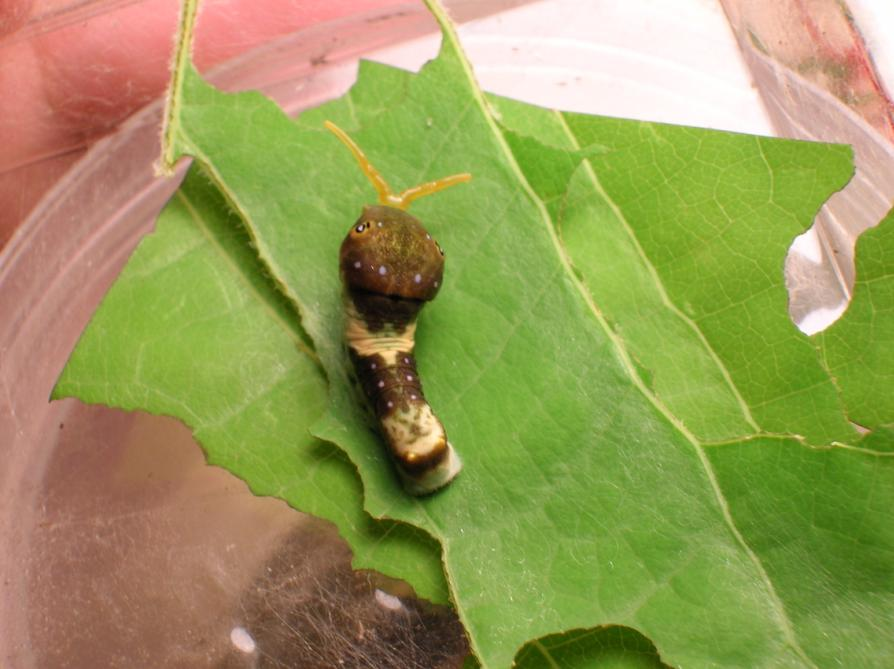

## Biologie

### Période de vol et hivernation
Il vole en deux générations entre mai et fin août.
Il hiverne à l’état de chrysalide.

### Plantes hôtes
Les plantes hôtes de sa chenille sont très nombreuses : Prunus cerasus, Prunus domestica, P. americana, Prunus serotina, Prunus pennsylvanica, Prunus virginiana, Prunus persica, Crataegus, Malus pumila, Cydonia oblongas, Populus tremuloides, Populus deltoides, Carpinus caroliniana, Alnus incana, Carya, Tilia americana, Catalpa bignonioides, Liriodendron tulipifera, Magnolia acuminatus, Magnolia virginiana, Cinnamomum camphora, Lindera benzoin, Sassafras albidum var. molle, Fraxinus americana, Fraxinus nigra, Fraxinus caroliniana, Fraxinus pennsylvanica var. lanceolata, Syringa vulgaris, Ptelea trifoliata, Zanthoxylum americanum.

## Écologie et distribution

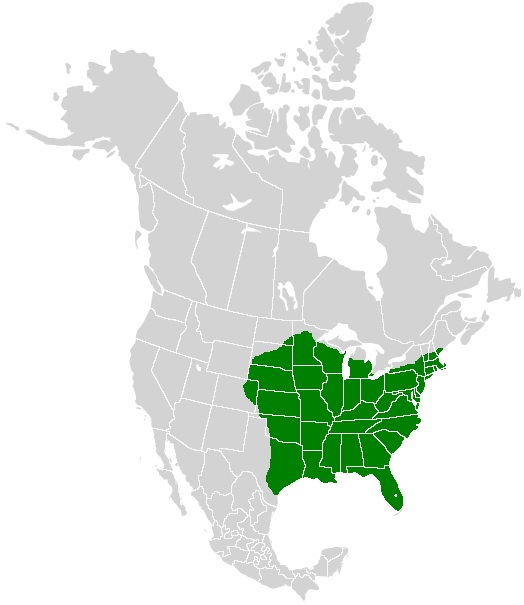
Carte de répartition.

Il réside en Amérique du Nord : dans le sud du Canada, aux États-Unis et au Mexique. Son aire de répartition aux États-Unis recouvre principalement la moitié est du pays.

### Biotope
Il réside dans les forêts, les parcs et les zones arborées des bords de rivières.

### Protection
Pas de statut de protection particulier.